# Poema de Troya

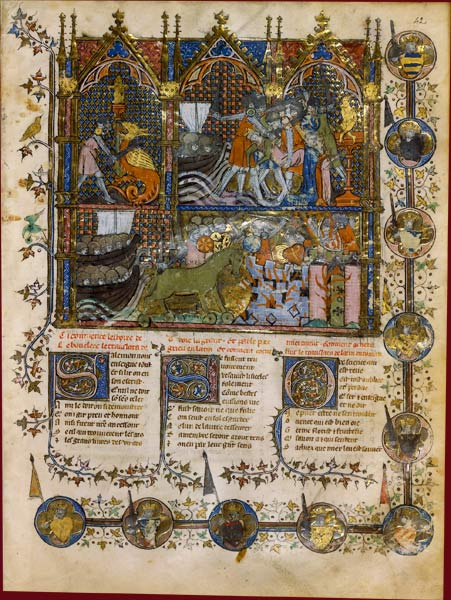
Miniatura del Poema de Troya: Jasón y el dragón, el rapto de Helena y el incendio de Troya. (Ca. 1330; BnF).

El Poema de Troya (Le Roman de Troie) es un poema narrativo francés compuesto por Benoît de Sainte-Maure, que lo escribió hacia el año 1170.
El Poema de Troya es una composición en octosílabos, con algo más de 30 000 versos, y que pertenece al género del roman courtois, y dentro de este, a la temática romana.   
Narra la guerra de Troya desde sus inicios hasta el regreso de los héroes.
Es de destacar que ese poema no se basó en Homero, sino en los relatos de Dares y Dictis por lo que añade una componente de detalles amorosos y de maravillas que sus personajes encontraron durante su estancia en lo que hoy es Turquía.